# Goera
Goera är ett släkte av nattsländor. Goera ingår i familjen grusrörsnattsländor.

## Bildgalleri

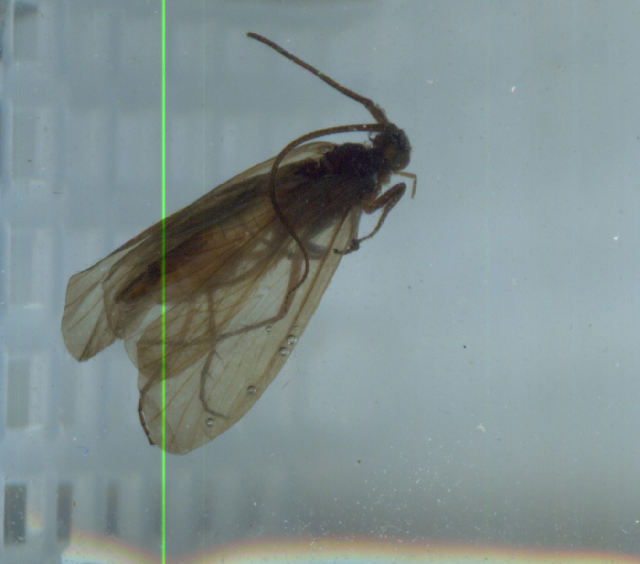

## Dottertaxa tillGoera, i alfabetisk ordning[1][2]
- Goera alleni
- Goera altofissura
- Goera anakpiatu
- Goera anaksembilan
- Goera aneityuma
- Goera antigone
- Goera antiugo
- Goera archaon
- Goera arcuata
- Goera arisudana
- Goera armata
- Goera ateduna
- Goera atiugo
- Goera atra
- Goera baishanzuensis
- Goera bicuspidata
- Goera calcarata
- Goera clavifera
- Goera conclusa
- Goera crassata
- Goera curvispina
- Goera dairiana
- Goera dandaka
- Goera devinat
- Goera dierli
- Goera digitata
- Goera dilipa
- Goera disparilis
- Goera diversa
- Goera echo
- Goera fijiana
- Goera fimbriata
- Goera fissa
- Goera foliacea
- Goera fuscula
- Goera gyotokui
- Goera hageni
- Goera holzschuhi
- Goera horni
- Goera ilo
- Goera impar
- Goera interrogationis
- Goera jaewoni
- Goera janaka
- Goera japonica
- Goera kalimpa
- Goera karafutonis
- Goera katugalkanda
- Goera katugastota
- Goera kausalya
- Goera kawamotonis
- Goera kirilagoda
- Goera kursea
- Goera kyotonis
- Goera latispina
- Goera lepidoptera
- Goera longispina
- Goera maithili
- Goera malayana
- Goera mandana
- Goera martynowi
- Goera matuilla
- Goera minor
- Goera minuta
- Goera mishmia
- Goera monticolaria
- Goera morsei
- Goera mustellina
- Goera nielseni
- Goera nigricornis
- Goera nipponensis
- Goera octospina
- Goera parabhava
- Goera paracrita
- Goera paragoda
- Goera parakiya
- Goera paramahansa
- Goera paramika
- Goera parayatta
- Goera paropadecha
- Goera parvula
- Goera pilosa
- Goera prapatana
- Goera prominens
- Goera pugnio
- Goera quadripunctata
- Goera raghu
- Goera rakchasa
- Goera ramosa
- Goera ranauana
- Goera recta
- Goera redacta
- Goera redsat
- Goera redsomar
- Goera relicta
- Goera rolandmuelleri
- Goera rumaba
- Goera sarayu
- Goera schmidi
- Goera seccio
- Goera siccana
- Goera sira
- Goera skiasma
- Goera solicur
- Goera spicata
- Goera spinosa
- Goera spiralis
- Goera squamifera
- Goera stylata
- Goera tagalica
- Goera tarockana
- Goera tarumana
- Goera tecta
- Goera tenuis
- Goera townesi
- Goera tricaisema
- Goera tridens
- Goera trispina
- Goera trouca
- Goera tungusensis
- Goera uniformis
- Goera vaichravana
- Goera vaidehi
- Goera valmiki
- Goera vinata
- Goera vulpina
- Goera yajnadatta
- Goera yamamotoi